# Alpinia sibuyanensis
Alpinia sibuyanensis är en enhjärtbladig växtart som beskrevs av Adolph Daniel Edward Elmer. Alpinia sibuyanensis ingår i släktet Alpinia och familjen Zingiberaceae. Inga underarter finns listade i Catalogue of Life.